# Clarence Johnson
Clarence Leonard "Kelly" Johnson, född 27 februari 1910 i Ishpeming i Michigan, död 21 december 1990 i Burbank i Kalifornien, var en amerikansk flygplanskonstruktör.

## Biografi
Han var son till Peter Jönsson och Kristina Andersson som utvandrat från Malmö. Johnson var gift första gången 1937–1969 med ekonomen Althea Louise Young, andra gången 1971–1980 med sin sekreterare Maryellen Elberta Meade och slutligen från 1980 med sin andra frus väninna Nancy Powers. 
Han växte upp under fattiga förhållanden som han skämdes för och han lovade sig själv att bli framgångsrik. Med ett sparsamt liv och extrajobb efter skolan lyckades han spara pengar så han kunde vidareutbilda sig. Han avlade examen vid University of Michigan 1933. Hans flygintresse väcktes tidigt och under studietiden vid universitetet tillverkade han flera modellflygplan och flygplansdetaljer som han experimenterade med i vindtunnlar. Hans arbeten vid universitetet hade uppmärksammats av flygplanstillverkaren Lockheed som anställde honom som ingenjör. 
Kort tid efter sin anställning föreslog han förändringar av företagets senaste konstruktion som visade sig vara mycket lyckade. Han förflyttades till konstruktionsavdelningen där han snabbt steg i graderna och medverkade under 1930- och 1940-talen i utvecklingen av de flesta av Lockheed konstruktioner bland annat P-38 Lightning. Han ledde den konstruktionsgrupp som konstruerade USA:s första operativa jetflygplan P-80 Shooting Star. Han var ansvarig och ledde konstruktionsarbetet för jaktflygplanet F-104 Starfighter, spaningsflygplanen SR-71 Blackbird och Lockheed U-2. Johnson var chef för Skunk Works 1943-1975.
Han deltog i arbetet med att sätta upp den hemliga flygbasen Groom Lake i Nevada där testflygningar med nya flygplanstyper kunde ske med minimal insyn. Han var medlem i Lockheeds bolagsstyrelse 1964–1980. Utöver ett flertal hedersdoktorsutnämningar vid olika universitet tilldelades han Presidentens frihetsmedalj, National Medal of Science och National Security Medal.